# Wait (비틀즈의 노래)
〈Wait〉은 비틀즈가 1965년 음반 《Rubber Soul》에 발표한 곡이다. 레논-매카트니"로 인정받았지만, 1997년 저서 《Many Years from Now》에서 매카트니는 그것을 전적으로 그의 것으로 기억한다. 이것은 레이 코놀리의 1970년 존 레논과의 인터뷰에서 지지를 받았다. 존은 그것을 쓴 것을 기억할 수 없었다. "그것은 폴의 것 중 하나임에 틀림없다."라고 그가 말했다.

## 참여 인원
Ian MacDonald에 따르면
- 존 레논 – 더블 트래킹된 보컬, 리듬 기타
- 폴 매카트니 – 더블 트래킹된 보컬, 베이스 기타
- 조지 해리슨 – 리드 기타
- 링고 스타 – 드럼, 마라카스, 탬버린